# Marc Bureau (hockey sur glace)
Pour les articles homonymes, voir Bureau et Marc Bureau (homonymie).
Marc Bureau (né le 19 mai 1966 à Trois-Rivières, Québec au Canada) est un ancien joueur canadien de hockey sur glace.

## Carrière de joueur
Excellent joueur junior, il excellait comme centre défensif. Ses bonnes années dans la Ligue de hockey junior majeur du Québec lui permirent de décrocher un contrat avec les Flames de Calgary au terme de la saison 1986-87. Il entama sa carrière professionnelle la saison suivante avec les Golden Eagles de Salt Lake City. Il y passera quatre saisons, jouant sporadiquement avec les Flames. Il fut par la suite échangé aux North Stars du Minnesota où il s'imposa finalement en tant que régulier dans la Ligue nationale de hockey.
Aux cours des saisons qui suivirent, il joua pour différents clubs de la LNH jusqu'en 2000. En 2000-2001, il débuta avec les Flames de Saint-Jean dans la Ligue américaine de hockey. Malheureusement, en octobre 2000, il se blessa au dos lors d'une rencontre et rata le reste de la saison. Cette blessure marqua la fin de sa carrière.

## Statistiques
Pour les significations des abréviations, voir Statistiques du hockey sur glace.
| Saison     | Équipe                     | Ligue          |     | Saison régulière | Saison régulière | Saison régulière | Saison régulière | Saison régulière |    | Séries éliminatoires | Séries éliminatoires | Séries éliminatoires | Séries éliminatoires | Séries éliminatoires |
| Saison     | Équipe                     | Ligue          | PJ  | B                | A                | Pts              | Pun              | PJ               | B  | A                    | Pts                  | Pun                  |                      |                      |
| 1982-1983  | Jets de Saint-Denis        | MMJHL          | 34  | 29               | 32               | 61               | 8                | -                | -  | -                    | -                    | -                    |                      |                      |
| 1983-1984  | Saguenéens de Chicoutimi   | LHJMQ          | 56  | 6                | 16               | 22               | 14               | -                | -  | -                    | -                    | -                    |                      |                      |
| 1984-1985  | Saguenéens de Chicoutimi   | LHJMQ          | 41  | 30               | 25               | 55               | 15               | -                | -  | -                    | -                    | -                    |                      |                      |
| 1984-1985  | Bisons de Granby           | LHJMQ          | 27  | 20               | 45               | 65               | 14               | -                | -  | -                    | -                    | -                    |                      |                      |
| 1985-1986  | Bisons de Granby           | LHJMQ          | 19  | 6                | 17               | 23               | 36               | -                | -  | -                    | -                    | -                    |                      |                      |
| 1985-1986  | Saguenéens de Chicoutimi   | LHJMQ          | 44  | 30               | 45               | 75               | 33               | 9                | 3  | 7                    | 10                   | 10                   |                      |                      |
| 1986-1987  | Chevaliers de Longueuil    | LHJMQ          | 66  | 54               | 58               | 112              | 68               | 20               | 17 | 20                   | 37                   | 12                   |                      |                      |
| 1987       | Chevaliers de Longueuil    | Coupe Memorial | -   | -                | -                | -                | -                | 5                | 1  | 2                    | 3                    | 4                    |                      |                      |
| 1987-1988  | Golden Eagles de Salt Lake | LIH            | 69  | 7                | 20               | 27               | 86               | 7                | 0  | 3                    | 3                    | 8                    |                      |                      |
| 1988-1989  | Golden Eagles de Salt Lake | LIH            | 76  | 28               | 36               | 64               | 119              | 14               | 7  | 5                    | 12                   | 31                   |                      |                      |
| 1989-1990  | Golden Eagles de Salt Lake | LIH            | 67  | 43               | 48               | 91               | 173              | 11               | 4  | 8                    | 12                   | 45                   |                      |                      |
| 1989-1990  | Flames de Calgary          | LNH            | 5   | 0                | 0                | 0                | 4                | -                | -  | -                    | -                    | -                    |                      |                      |
| 1990-1991  | Golden Eagles de Salt Lake | LIH            | 54  | 40               | 48               | 88               | 101              | -                | -  | -                    | -                    | -                    |                      |                      |
| 1990-1991  | Flames de Calgary          | LNH            | 5   | 0                | 0                | 0                | 2                | -                | -  | -                    | -                    | -                    |                      |                      |
| 1990-1991  | North Stars du Minnesota   | LNH            | 9   | 0                | 6                | 6                | 4                | 23               | 3  | 2                    | 5                    | 20                   |                      |                      |
| 1991-1992  | Wings de Kalamazoo         | LIH            | 7   | 2                | 8                | 10               | 2                | -                | -  | -                    | -                    | -                    |                      |                      |
| 1991-1992  | North Stars du Minnesota   | LNH            | 46  | 6                | 4                | 10               | 50               | 5                | 0  | 0                    | 0                    | 14                   |                      |                      |
| 1992-1993  | Lightning de Tampa Bay     | LNH            | 63  | 10               | 21               | 31               | 111              | -                | -  | -                    | -                    | -                    |                      |                      |
| 1993-1994  | Lightning de Tampa Bay     | LNH            | 75  | 8                | 7                | 15               | 30               | -                | -  | -                    | -                    | -                    |                      |                      |
| 1994-1995  | Lightning de Tampa Bay     | LNH            | 48  | 2                | 12               | 14               | 30               | -                | -  | -                    | -                    | -                    |                      |                      |
| 1995-1996  | Canadiens de Montréal      | LNH            | 65  | 3                | 7                | 10               | 46               | 6                | 1  | 1                    | 2                    | 4                    |                      |                      |
| 1996-1997  | Canadiens de Montréal      | LNH            | 43  | 6                | 9                | 15               | 16               | -                | -  | -                    | -                    | -                    |                      |                      |
| 1997-1998  | Canadiens de Montréal      | LNH            | 74  | 13               | 6                | 19               | 12               | 10               | 1  | 2                    | 3                    | 6                    |                      |                      |
| 1998-1999  | Flyers de Philadelphie     | LNH            | 71  | 4                | 6                | 10               | 10               | 6                | 0  | 2                    | 2                    | 2                    |                      |                      |
| 1999-2000  | Flyers de Philadelphie     | LNH            | 54  | 2                | 2                | 4                | 10               | -                | -  | -                    | -                    | -                    |                      |                      |
| 1999-2000  | Flames de Calgary          | LNH            | 9   | 1                | 3                | 4                | 2                | -                | -  | -                    | -                    | -                    |                      |                      |
| 2000-2001  | Flames de Saint-Jean       | LAH            | 17  | 4                | 7                | 11               | 13               | -                | -  | -                    | -                    | -                    |                      |                      |
| Totaux LNH | Totaux LNH                 | Totaux LNH     | 567 | 55               | 83               | 138              | 327              | 50               | 5  | 7                    | 12                   | 46                   |                      |                      |

## Trophées et honneurs personnels
- 1990 et 1991 : nommé dans la 2e équipe d'étoiles de la Ligue internationale de hockey

## Transactions en carrière
- 19 mai 1987 : signe un contrat comme agent libre avec les Flames de Calgary.
- 5 mars 1991 : échangé aux North Stars du Minnesota par les Flames de Calgary en retour d'un choix de 3e ronde (Sandy McCarthy) lors du repêchage d'entrée dans la LNH en 1991.
- 16 octobre 1992 : réclamé au ballotage par le Lightning de Tampa Bay des North Stars du Minnesota.
- 30 juin 1995 : échangé aux Canadiens de Montréal par le Lightning de Tampa Bay en retour de Brian Bellows.
- 20 juin 1998 : signe un contrat comme agent libre avec les Flyers de Philadelphie.
- 6 mars 2000 : échangé aux Flames de Calgary par les Flyers de Philadelphie en retour d'un choix de 6e ronde (Andreï Razine) lors du repêchage d'entrée dans la LNH en 2001.